# FC de Rebellen
FC de Rebellen is een Nederlands entertainmentbedrijf dat zich richt op het organiseren van voetbalgerelateerde evenementen en activiteiten. Het gaat hierbij om voetbalwedstrijden, theatervoorstellingen, lezingen en amusementsavonden.

## Geschiedenis
FC de Rebellen werd door oud profvoetballer Marcel Meeuwis opgericht in 2013, niet veel later werden Tjarda en Patrick Zeggelink als mede-eigenaren toegevoegd aan het management. Wat begon als een initiatief om ludieke wedstrijden te organiseren tijdens clubjubilea en andere gelegenheden. In de loop der jaren groeide het bedrijf uit tot entertainmentbedrijf dat evenementen zoals wedstrijden, clinics en trainingen organiseert op amateurvelden, in theaters en op podia door heel Nederland. Het bedrijf levert ook een maatschappelijke bijdrage bij goede doelen-acties (benefietwedstrijden) of in het kader van re-integratie van gedetineerden. 

## Wedstrijd van je leven
De Wedstrijd van je leven is een jaarlijks evenement georganiseerd door ESPN in samenwerking met de VriendenLoterij, waarbij een amateurteam de kans krijgt om tegen FC de Rebellen te spelen. Het evenement is bedoeld om amateurvoetballers het gevoel te geven van een echte Eredivisiewedstrijd. Alle seniorenteams uit het Nederlandse amateurvoetbal, zowel mannen als vrouwen, kunnen zich aanmelden voor deze wedstrijd. Het winnende team speelt op een nader te bepalen datum bij hun eigen voetbalvereniging tegen FC de Rebellen.
De wedstrijd wordt live uitgezonden door ESPN. Het programma omvat voor- en nabeschouwingen, interviews en wedstrijdcommentaar, gepresenteerd door bekende namen uit de voetbalwereld, zoals  Aletha Leidelmeijer, Hans Kraay jr. en Koert Westerman. FC de Rebellen treedt tijdens dit evenement op als tegenstander, met een team bestaande uit oud-profvoetballers zoals Royston Drenthe, Ali Boussaboun, Andy van der Meijde, Sjaak Polak, John de Wolf. en Kika van Es.
Het voetbalteam staat onder leiding van coach Theo Janssen en wedstrijden worden gefloten door scheidsrechter Bas Nijhuis.

## Publicatie
In 2022 bracht schrijver Rick van Leeuwen het boek FC De Rebellen uit. Het boek biedt een kijkje achter de schermen bij het team en bevat verhalen, interviews en anekdotes van deelnemende (oud-)voetballers. Het beschrijft de ervaringen van de spelers, zowel op als buiten het veld, en geeft inzicht in de werking van het entertainmentbedrijf.